# Jamie Davies

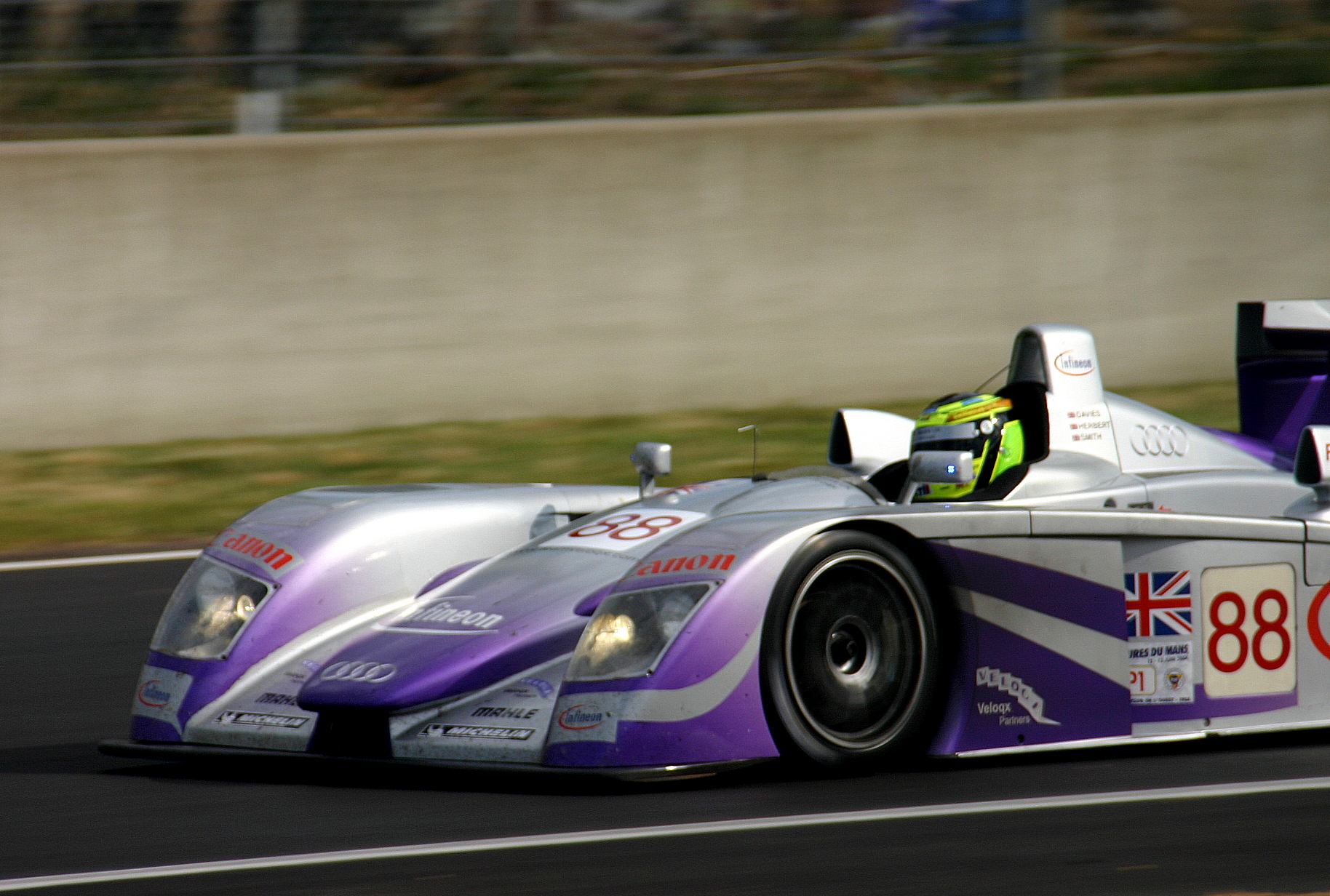
Davies under Le Mans 24-timmars 2004.

Jamie Davies, född 16 februari 1974 i Yeovil, Somerset är en brittisk racerförare.